# ささきふう香
ささき ふう香（ささき ふうか、1978年9月9日 - ）は日本のAV女優。バルドエージェンシー所属。

## 人物
- 趣味：料理、読書
- 特技：身体が柔らかい

## 出演作品

### 2005年
- 『近親妻 私、義兄に犯され中出しされました』（12月5日、ハヤブサ）

### 2006年
- 『極上4時間 手淫＆舌淫SP3 怒涛の50連発+バイブ攻め発射10連発』（3月10日、ハヤブサ）
- 『和服熟女 中出し』（3月25日、ラハイナ東海）
- 『背徳愉悦 近親相姦 ささきふう香 宮下真紀』（7月19日、桃太郎映像出版）
- 『昼下がりの犯され妻 9人の奴隷妻 5』（10月10日、ハヤブサ）
- 『チンポいたぶり好きで、寸止め好きな、いじわる主婦に犯される!!』（10月19日、ドグマ）
- 『マドンナファンの集い 美熟女と行く混浴温泉バスツアー』（10月25日、マドンナ）
- 『ケバエロ美熟女温泉』（12月15日、アロマ企画）
- 『もう一つの熟バス 未公開セックス･フェラ映像全てお見せします!』（12月25日、マドンナ）

### 2007年
- 『奥さんの生パンティの脇からチ○ポ差し込んでそのまま発射』（1月25日、アロマ企画）
- 『近親相姦 昼下がりの情事』（3月7日、桃太郎映像出版）
- 『厳選された魅惑の熟女たち』（4月19日、桃太郎映像出版）
- 『感じちゃった僕。 ［特別編］』（4月25日、アロマ企画）
- 『人妻暴行 4時間BEST』（5月11日、ビッグモーカル）
- 『豊満美熟女 最高の筆おろし！6』（6月25日、マドンナ）
- 『非日常的クネクネ映像集 Phantom夢sexy image collection 4』（7月4日、AVS）
- 『妖美巨尻物語 女主人』（7月4日、AVS）
- 『巨女の肉うもれ満尻 DELUXE』（7月4日、AVS）
- 『巨女の肉うもれ満尻 四』（7月4日、AVS）
- 『非日常的悶絶遊戯 バーのママさん、ふう香の場合』（7月4日、AVS）
- 『美熟女温泉。混浴エロ癒し旅6湯めぐり美熟女温泉BEST』（7月13日、アロマ企画）
- 『キャンギャル熟女』（7月13日、ミル）
- 『若熟ミセス中出し』（7月18日、チャンネル・ヴィ）
- 『淫熟 淫らなうつ伏せオナニー』（9月7日、ZONE）
- 『平成ハメ時熟女 ふう香』（9月7日、虎堂）

### 2010年
- 『女に虐められる女たち S女M女同性調教秘宝館』（12月1日、シネマジック）…オムニバス作品